# État de Zhou
 (août 2014).
Si vous disposez d'ouvrages ou d'articles de référence ou si vous connaissez des sites web de qualité traitant du thème abordé ici, merci de compléter l'article en donnant les références utiles à sa vérifiabilité et en les liant à la section « Notes et références ».
L'État de Zhou (周國) est un fief héréditaire de la dynastie Zhou, donné en apanage à la branche cadette du roi Wu. Le duc Dan de Zhou en fut le premier duc. Ce duché fut détruit pendant les Royaumes Combattants.

## Ducs
| Nom personnel | Nom personnel | Nom posthume (Gong signifie « duc ») | Nom posthume (Gong signifie « duc ») | Règne                |
| ------------- | ------------- | ------------------------------------ | ------------------------------------ | -------------------- |
| 姬旦          | Ji Dan        | 周文公                               | Zhou Wengong                         |                      |
| 姬            | Ji            | 周平公                               | Zhou Pinggong                        |                      |
| 姬            | Ji            | 周定公                               | Zhou Dinggong                        |                      |
| 姬黑肩        | Ji Heijian    | 周桓公                               | Zhou Huangong                        | mort en -694 ou -693 |
| 姬孔          | Ji Kong       | 周公孔                               | Zhougong Kong                        |                      |
| 姬忌父        | Ji Jifu       | 周公忌父                             | Zhougong Jifu                        | mort en -636         |
| 姬閱          | Ji Yue        | 周公閱                               | Zhougong Yue                         |                      |
| 姬楚          | Ji Chu        | 周公楚                               | Zhougong Chu                         |                      |